# Acrobàcia aèria

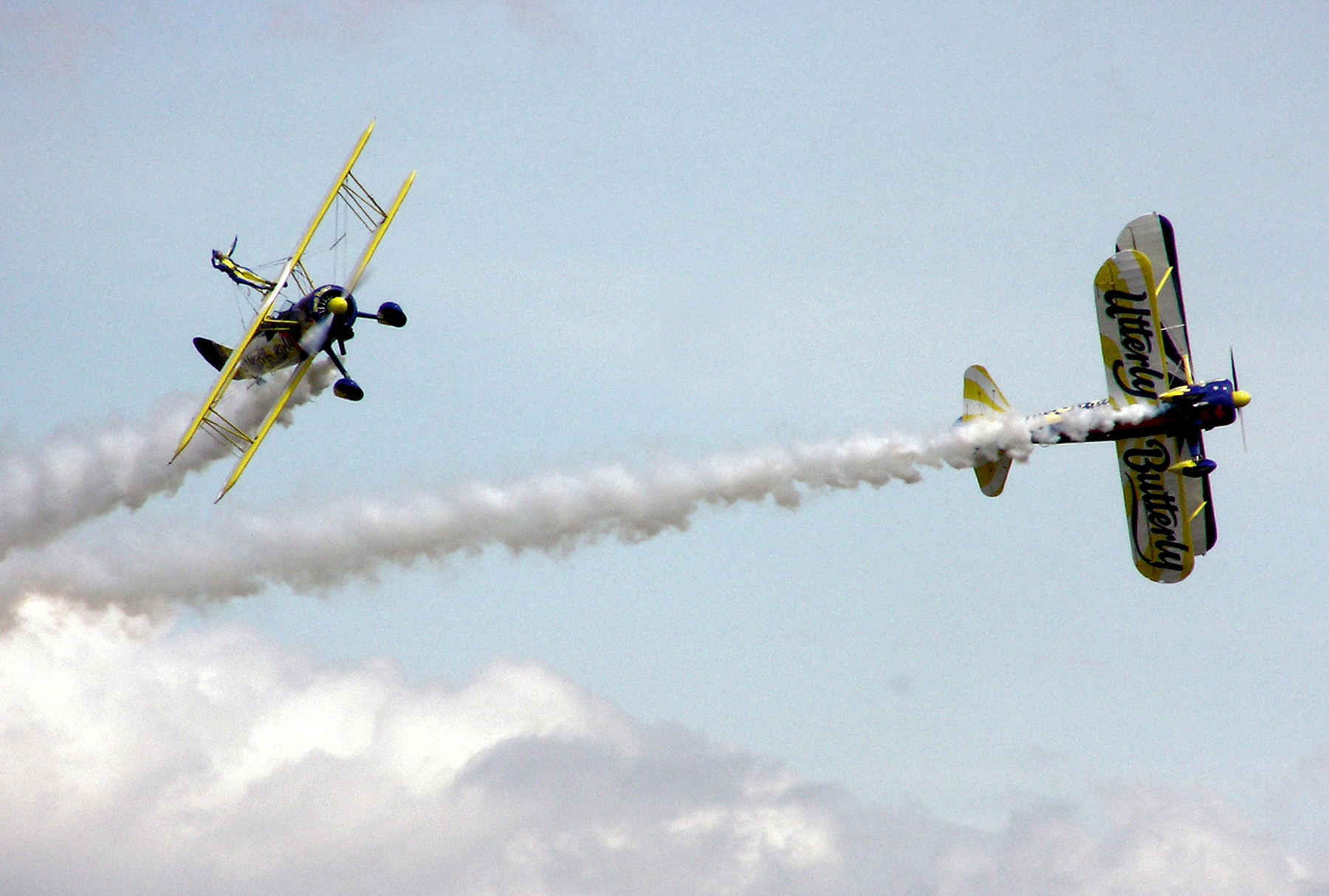
L'equip acrobàtic Utterly Butterly, de Regne Unit, efectuant una rutina amb les seves Boeing Stearman. Estan modificats per portar un passatger damunt de les ales, en posició vertical.

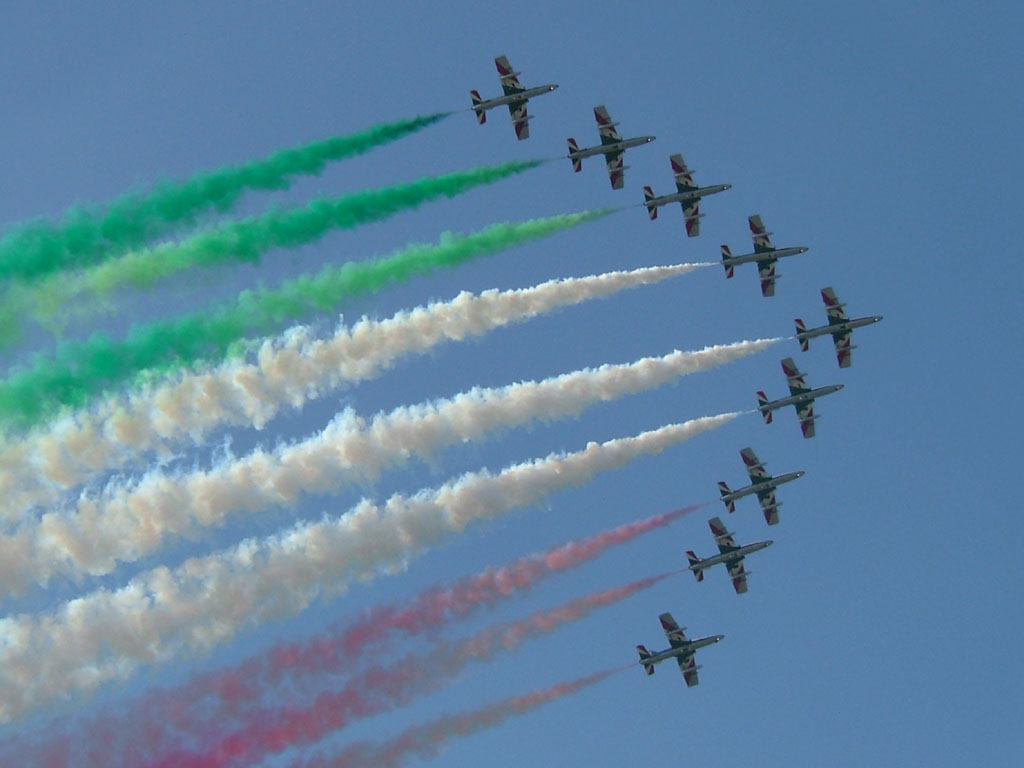
Frecce Tricolori en formació.

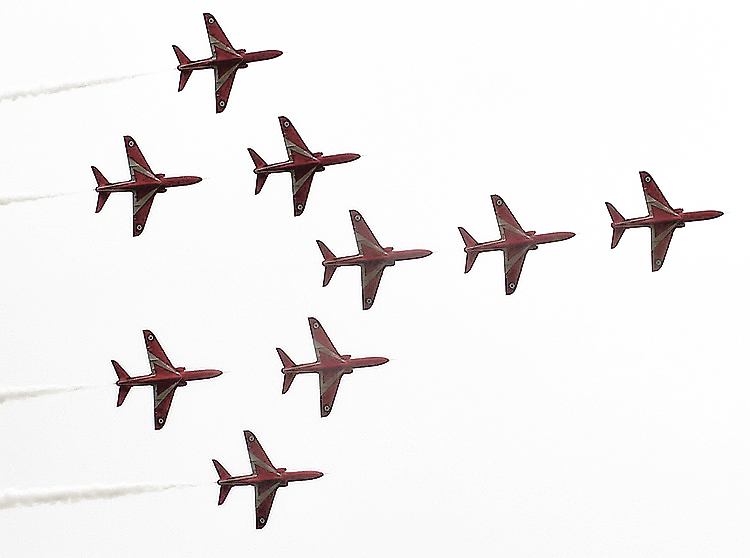
RedArrows en formació Concorde.

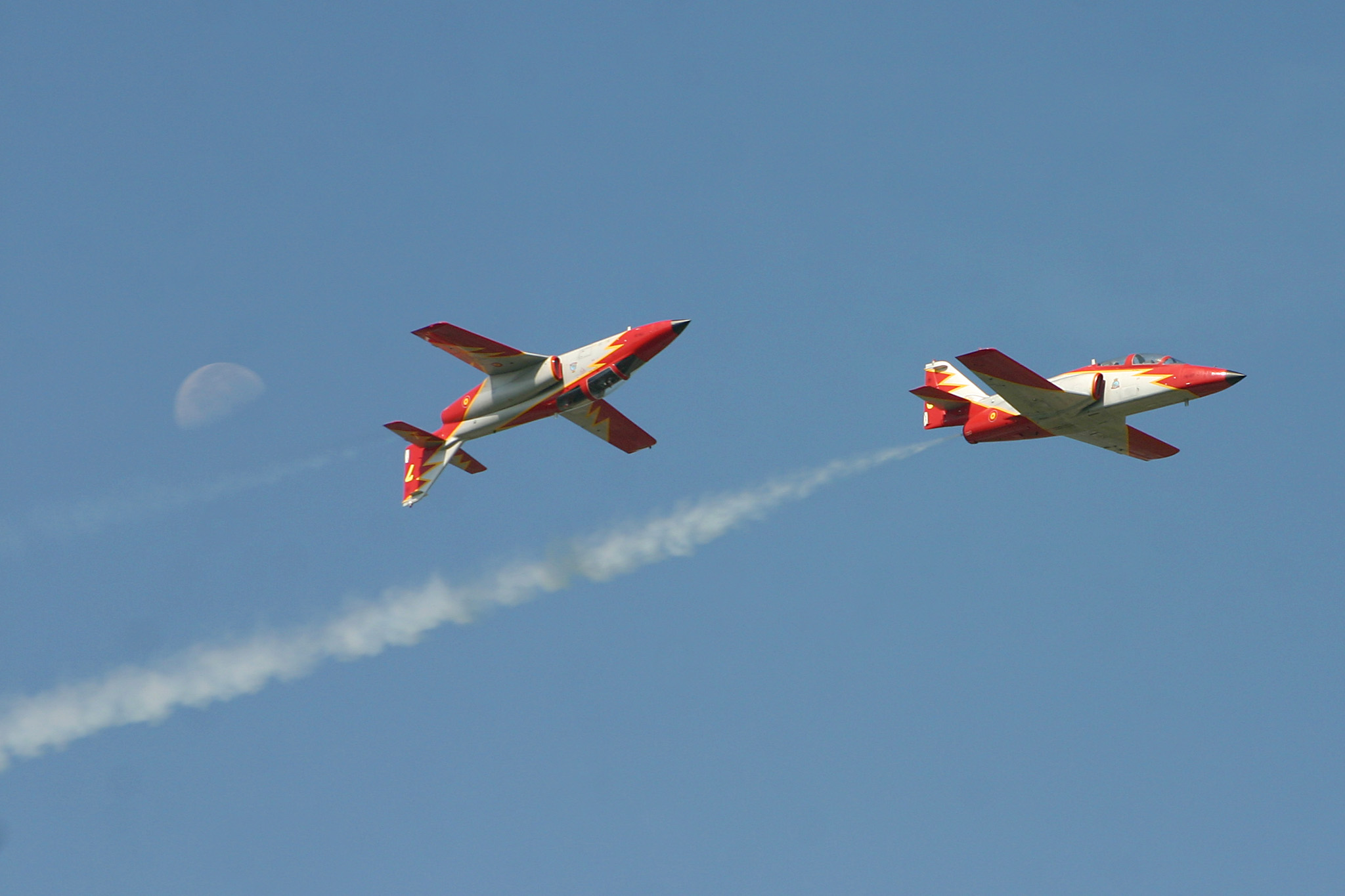
Dos C-101 de la Patrulla Àguila.

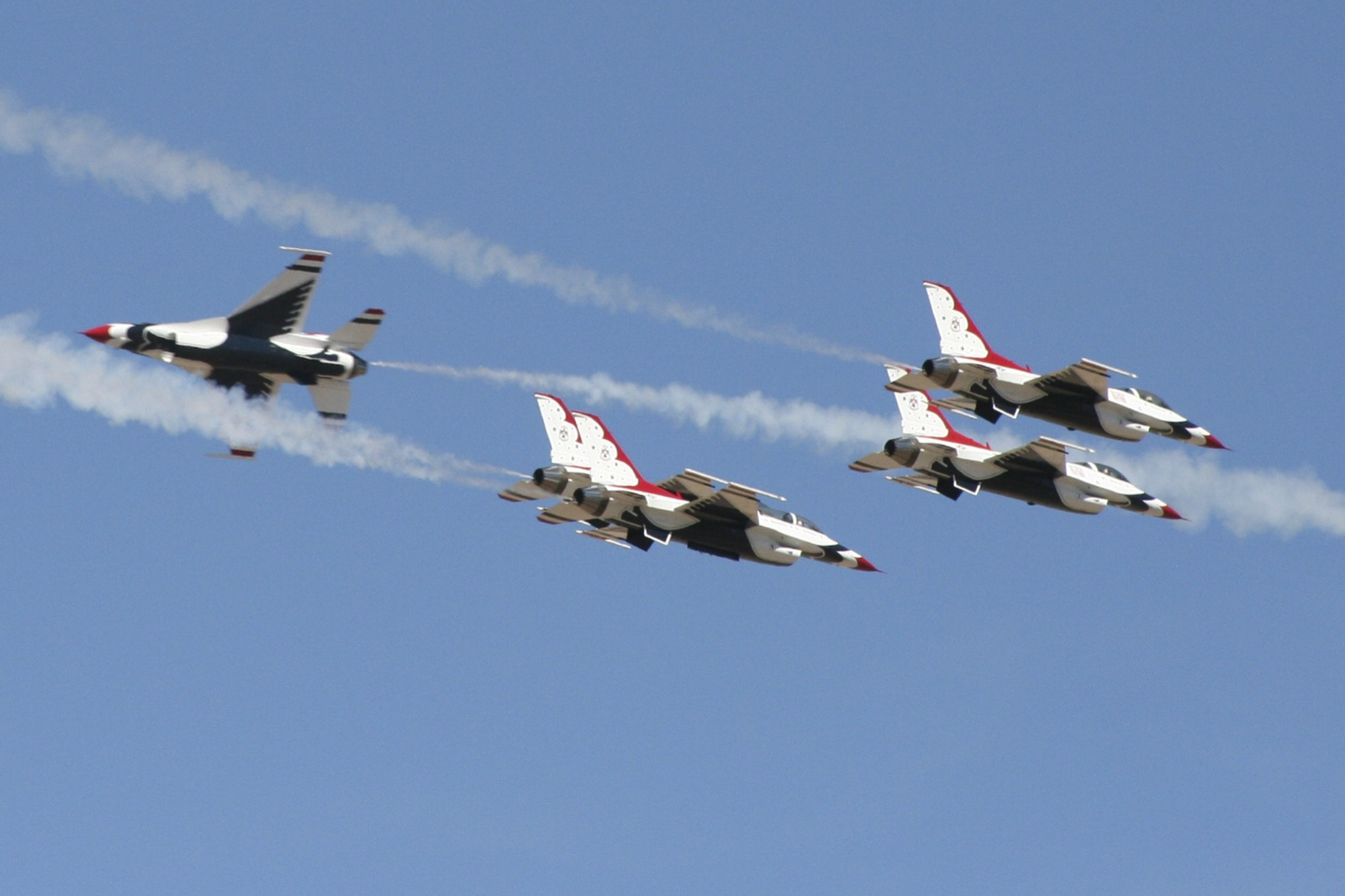
Quatre F-16 dels Thunderbirds.

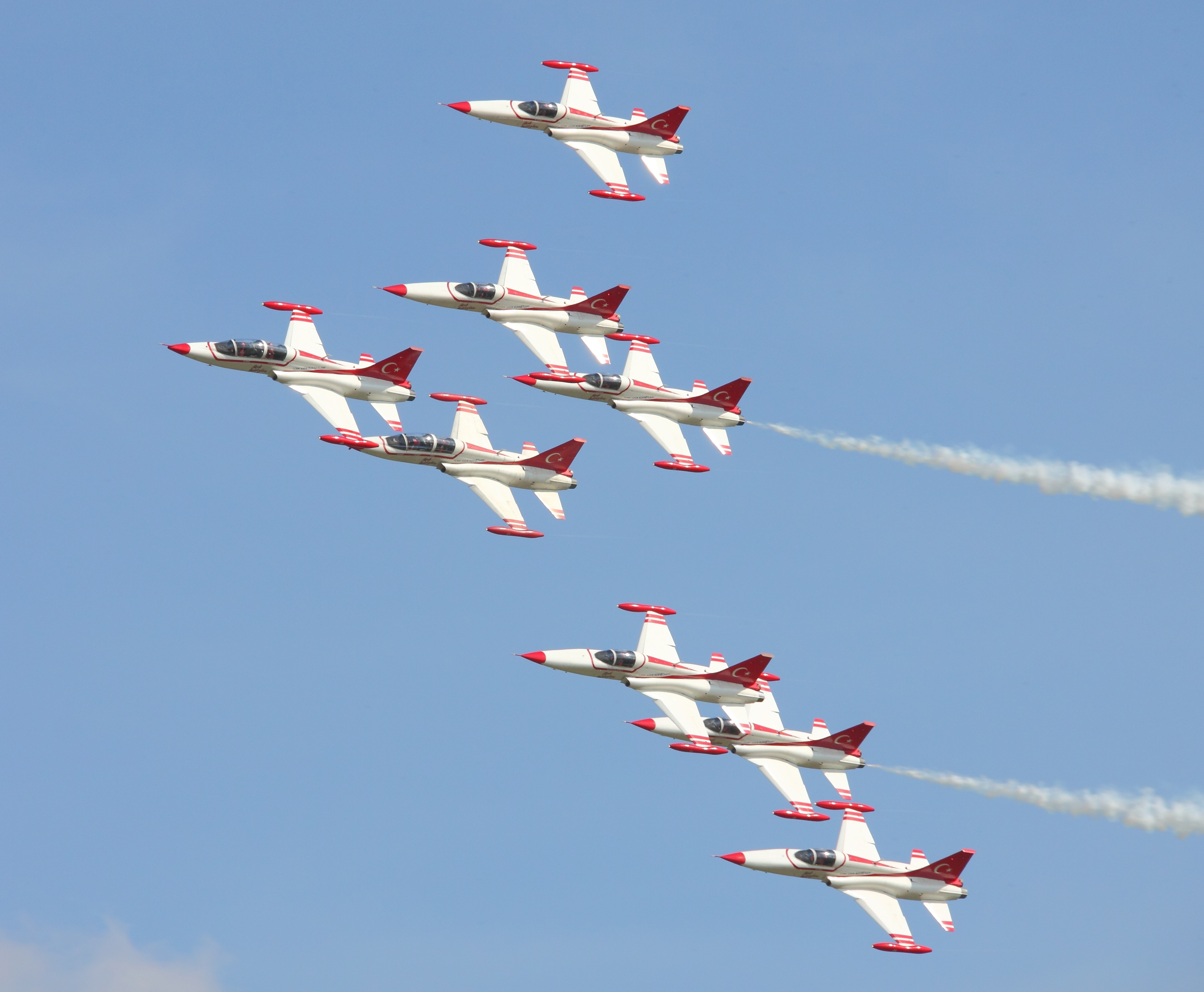
Türk Yıldızları (Estells turcs) 2011

Els Blue Angels, són l'equip acrobàtic de l'Armada dels Estats Units. (US Navy).

Acrobàcia aèria, o vol acrobàtic, és la realització de maniobres i piruetes amb una aeronau.

## Descripció
La majoria de les maniobres acrobàtiques inclouen la rotació de l'aparell sobre el seu eix longitudinal (moviment conegut com a alabeig), el seu eix transversal (moviment conegut com a caboteig) o el seu eix vertical (moviment conegut com a guinyada). Les maniobres acrobàtiques es realitzen normalment enllaçades, la qual cosa requereix un major nivell de domini per part del pilot però incrementa enormement l'espectacle d'una demostració acrobàtica.
L'acrobàcia aèria està reconegut com un esport. Es competeix en diverses categories, que es diferencien segons la seva habilitat:
1. Bàsic "Primary" o "Graduate" són els nivells d'iniciació.
2. Esportiu "Sportsman"
3. Intermedi "Intermediate"
4. Avançat "Advanced"
5. Il·limitat "Unlimited"

El major nivell de destresa està representat en la categoria "Unlimited" (Il·limitat), en la qual els pilots realitzen maniobres d'extrema complexitat sota grans acceleracions de fins a +/- 10 g (Força g). En alguns països, el pilot ha de portar un paracaigudes quan realitza acrobàcies.

## Visió general

### Primers anys
Durant els primers anys de l'aviació, alguns pilots usaven els seus avions per entretenir al públic en exhibicions aèries conegudes com a flying circus (circ volador). Les maniobres realitzades, escollides per la seva bellesa o perillositat, no tenien major propòsit que el d'impressionar als espectadors. A Espanya, el primer pilot del que es coneix una maniobra d'acrobàcia aèria va ser el biscaí Manuel Zubiaga-Aldecoa, amb un avió Bristol de la seva propietat, que va fer el looping, el sisè al món a realitzar-ho. El senyor Zubiaga va indicar que la maniobra no va ser realitzada exprofeso, sinó que en obrir gas i donar més potència al motor, l'aeroplà va fer la maniobra per si mateix. Es diu que si l'avió dels germans Wright, que tenia una estructura molt similar al Bristol de D. Manuel, hagués tingut un motor més potent, hi hagués també acabat per "looping the loop" -filar encara més prim- Més tard, durant la Primera Guerra Mundial els pilots realitzaven maniobres acrobàtiques per intentar guanyar avantatge tàctic sobre els avions enemics en els combats aeris.

### Tipus d'avions
Els avions acrobàtics normalment es classifiquen en dues categories:
1. Avions acrobàtics: Els avions acrobàtics, com el Pitts Special, l'Extra 200 i 300, i el Sukhoi Su-29 estan dissenyats amb l'objectiu d'obtenir les millors prestacions en vol acrobàtic. Aquest disseny comporta una pèrdua de funcionalitat general, com a capacitat turística (autonomia, capacitat de càrrega, nombre de passatgers) o facilitat de maneig.
2. Avions capaços de realitzar maniobres acrobàtiques: En un nivell bàsic, els avions capaços de realitzar maniobres acrobàtiques poden ser fàcils de manejar, tenir una bona capacitat turística mentre mantenen la capacitat de realitzar acrobàcia bàsica.

### Grups
L'acrobàcia en formació es realitza en grups de fins a 16 avions normalment, encara que la majoria d'equips volen entre 4 i 10 avions. Molts equips acrobàtics formen part de les forces armades dels països, encara que també volen gràcies a patrocinadors comercials. És comú l'ús de fum durant les demostracions, per emfatitzar les rutines realitzades i afegir espectacularitat a les rutines acrobàtiques, així com una decoració espectacular dels avions. Els equips militars solen utilitzar els colors de la bandera nacional durant les seves actuacions.

### Tipus de formació
Els equips acrobàtics volen en formacions tancades en les quals els avions no estan a la mateixa altura ni exactament per sota d'un altre avió, per evitar les turbulències produïdes pels avions precedents, gasos del motor, etc. sinó que cada avió vola lleugerament per sota del seu immediat anterior, o al mateix nivell.

### Avions de reacció
Les maniobres realitzades en avions de reacció tenen un abast limitat, ja que aquests avions no poden aprofitar-se de l'efecte giroscòpic que produeixen les hèlixs. A més, la seva necessitat de volar més ràpid augmenta la grandària de les figures i el temps que està el pilot exposat a altes acceleracions. Els avions de reacció, normalment militars, solen volar en formació el que limita també les maniobres que poden realitzar amb seguretat.

### Helicòpters
També existeixen equips acrobàtics que volen amb helicòpters, com la Patrulla Aspa espanyola o l'equip indi "Sarang" (en indi, gall d'indi real). Altres països com Regne Unit i EUA també tenen equips semblants.

### Accidents
Les maniobres acrobàtiques necessiten molt entrenament per evitar accidents. El nombre d'accidents són irrisòris, però poden tenir fàcilment víctimes mortals. Després de diversos accidents notables (incloent el famós desastre de Ramstein i el desastre de Lviv) les mesures de seguretat van ser elevades notablement, especialment amb la prohibició de realitzar maniobres cap al públic o damunt d'ell...
Per iniciar-se, es pot obtenir una llista amb escoles preparades per impartir classes d'acrobàcia.